# Detector de victime în avalanșe

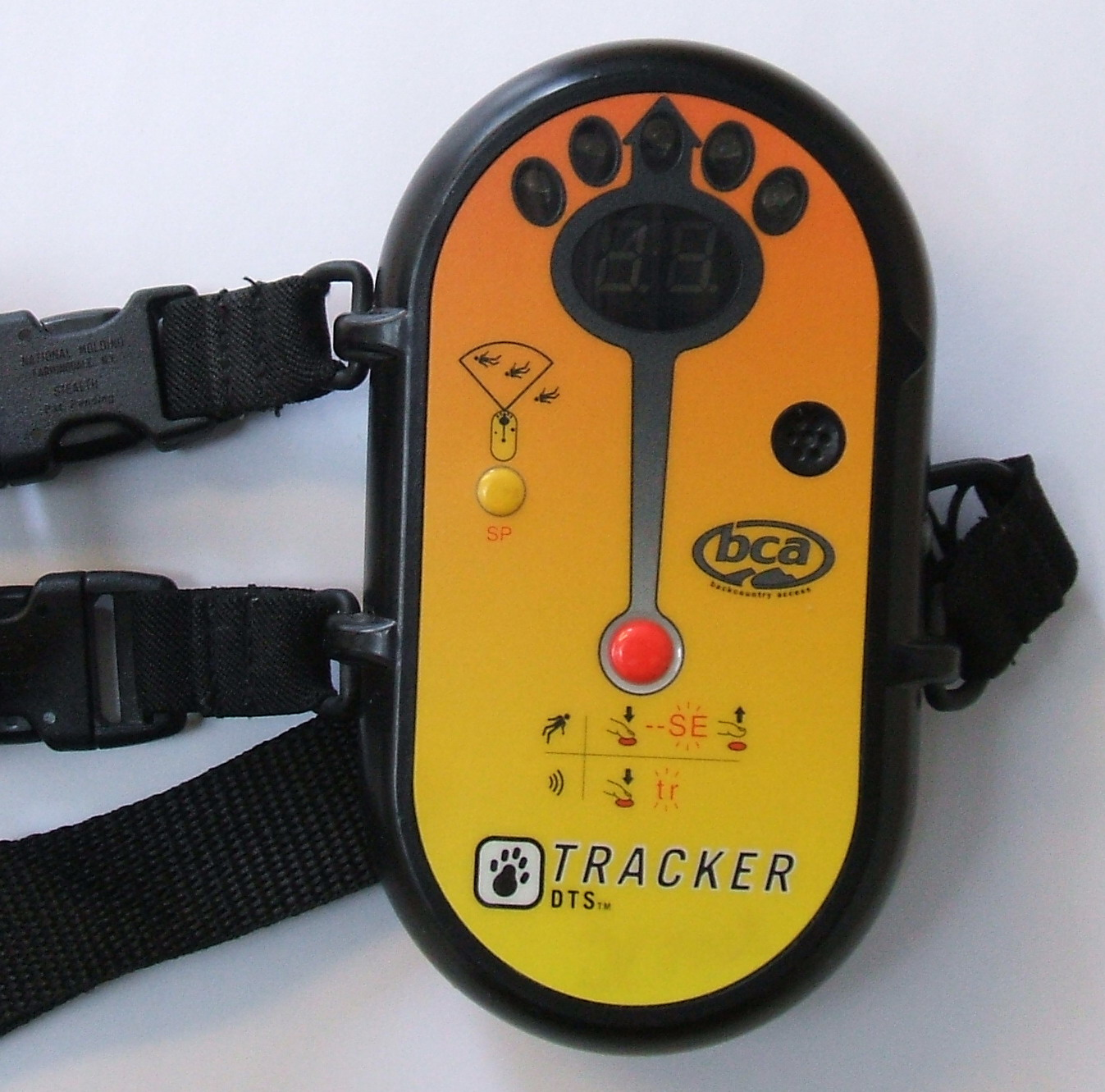
Detector de victime în avalanșe (DVA) cu afișaj LED

Un detector de victime în avalanșe (DVA) este un aparat de localizare în situații de urgență care conține un dispozitiv electronic de emisie-recepție a semnalelor radio cu frecvența de 475 KHz, folosit cu scopul de a găsi victime îngropate sub zăpadă care îl poartă asupra lor. Căutarea victimelor se face cu ajutorul unui alt DVA, manipulat în proximitate de către o persoană antrenată în acest scop.
Acest tip de aparat este popular în rândul schiorilor, în special al schiorilor care practică schiul în afara pârtiilor amenajate, unde există riscul de a fi îngropat de o avalanșă de zăpadă.
Înaintea începerii deplasării în teren cu risc de avalanșă toți membrii grupului își activează dispozitivul în modul transmisie iar acesta va emite pulsuri radio de putere mică pe toata durata activității.
Aparatele DVA inițiale funcționau pe frecvența de 2.275 kHz. În 1986 a fost adoptat un standard internațional pe frecvența de 457 kHz, iar acesta a ramas in vigoare până astăzi. Mai multe companii produc dispozitive care respectă acest standard.
Un DVA nu poate preveni îngroparea într-o avalanșă de zăpadă. Scopul lui este de a reduce timpul petrecut de victime sub zăpadă, crescându-le în acest fel șansele de supraviețuire.

## Utilizare
Dispozitivele DVA pot fi utilizate în modul emisie sau în modul recepție dar nu în același timp.
În situația preventivă normală, aparatul DVA este pus în modul emisie și este plasat pe bustul utilizatorului său. Pornirea modului emisie este indicată printr-un semnal vizual și/sau sonor specific.
Modul recepție al unui DVA permite lcoalizarea unui aparat similar din vecinătate, aflat în modul emisie. Activarea modului recepție nu poate fi facută în mod involuntar, fiind necesară de obicei manipularea unei siguranțe mecanice pentru intrarea în acest mod. Indicatorii de recepție sunt vizuali și sonori și variază în funcție de distanța și direcția către emițătorul detectat.
În cazul producerii unei avalanșe, mai ales dacă sunt urme de schiuri și/sau rachete de zăpadă în zonă, cel puțin unul din aparatele DVA disponibile poate fi pus în modul recepție dupa ce s-au îndepărtat ceilalți membri ai grupului la o distanță de cel puțin 100 de metri. Se verifică astfel dacă au fost îngropate sub zăpadă persoane echipate cu aparate DVA. După căutare și în cazul în care nu sunt detectate victime, aparatele DVA trebuie comutate imediat înapoi în modul emisie.

## Tipuri de DVA

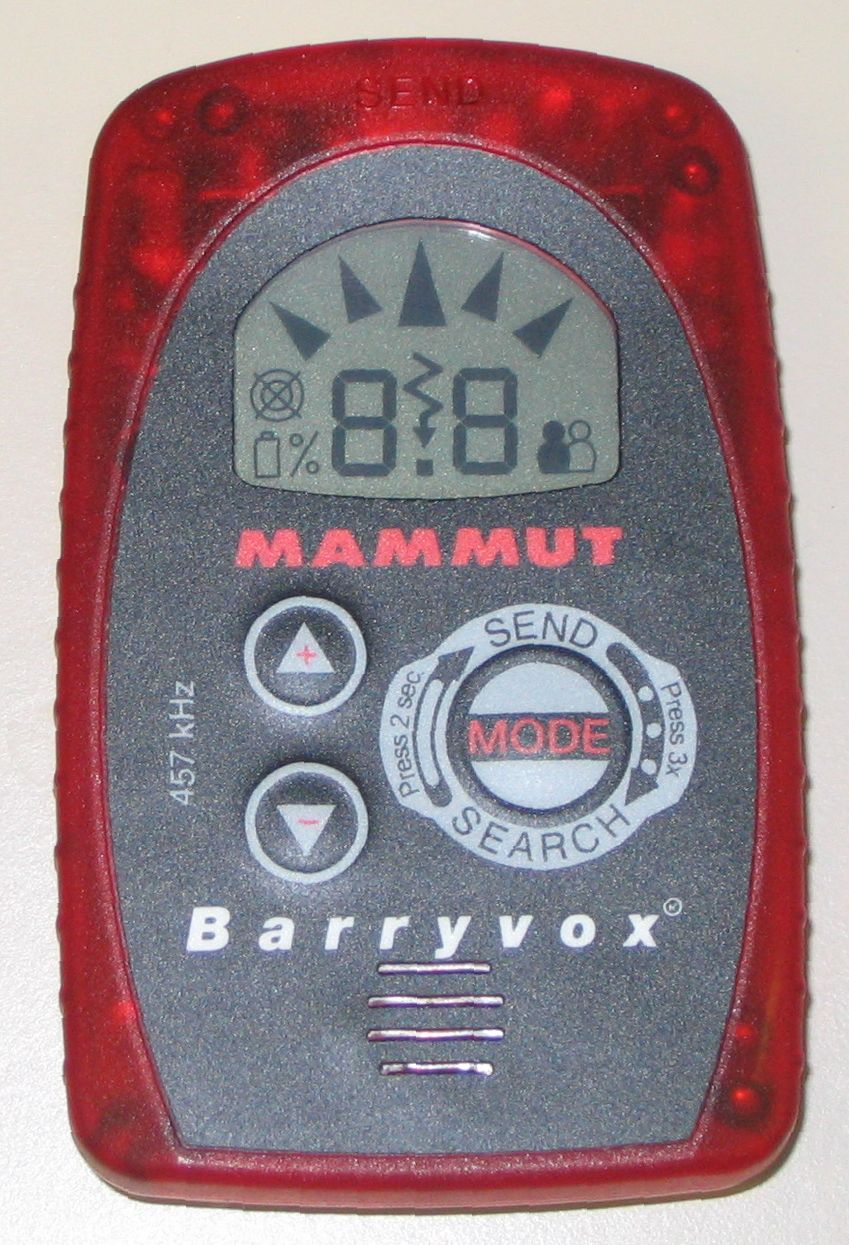
Emițător-receptor digital pentru avalanșă cu afișaj LCD

Există două tipuri de DVA: digitale și analogice. Ambele implementează standardul internațional specific acestor dispozitive și diferă doar prin metodele utilizate pentru a indica utilizatorului unde se află îngropat un alt dispozitiv DVA. Majoritatea aparatelor de tip DVA vândute în prezent sunt digitale, datorită ușurinței sporite de utilizare și ratelor mai mari de recuperare a victimelor.

### Analogic
Dispozitivle DVA analogice, cum era și cel original, transmit pulsurile radio recepționate sub forma unui ton audibil de către utilizator. Tonul devine mai puternic atunci când utilizatorul este mai aproape de aparatul DVA care transmite. Acestor dispozitive le-au fost adăugate pe parcurs lumini de tip LED care oferă o indicație vizuală a puterii semnalului și căști pentru a ajuta ascultătorul să audă tonul mai ușor.

### Digital
Dispozitivele DVA digitale calculează distanța și direcția până la unul sau mai multe dispozitive îngropate în apropiere pe baza puterii semnalului și a liniilor de câmp electromagnetic.  Pentru a detecta liniile de câmp, un DVA digital trebuie să aibă cel puțin două antene, deși majoritatea aparatelor DVA moderne au trei. Un aparat digital va indica direcția către victimă sau victime sub forma unor săgeți pe afișaj și apropierea, îndepărtarea și distanța față de aceastea sub forma unor semnale audio cu amplitudinea și frecvența variabile.
Dispozitivele DVA din gamele superioare oferă funcții mai multe și mai complexe, care ajută utilizatorul să găsească victima sau victimele mai ușor. De exemplu au afișaje LCD, busolă digitală, accelerometre electronice și pot indica victimele în toate direcțiile. 
Multe aparate DVA digitale sunt capabile să fie utilizate în modul analogic pentru salvatorii mai avansați sau pentru a îmbunătăți raza de recepție a semnalelor.

## Tehnici de căutare

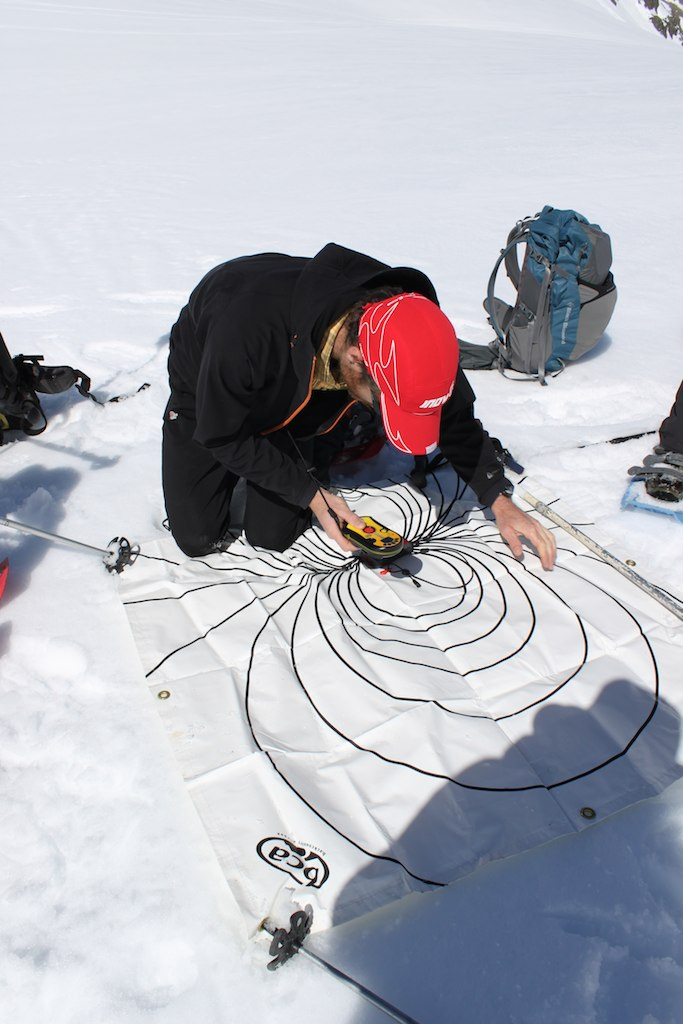
Antrenament de căutare folosind un șablon care ilustrează forma liniilor de câmp electromagnetic

Din cauza naturii extrem de direcționale a semnalului de 457 kHz la distanțele specifice îngropării în avalanșe (și a intervalului specificat în standarde), au fost dezvoltate mai multe tehnici pentru a căuta dispozitive DVA îngropate. Abilitățile bune de căutare a victimelor îngropate sunt considerate absolut necesare pentru schiorii în afara pârtiilor amenajate, pentru alpiniști, precum și pentru profesioniștii în avalanșe, cum ar fi ghizii de schi, membrii patrulelor de schi, voluntarii și profesioniștii în căutare și salvare.
Amatorii și profesioniștii deopotrivă participă la exerciții, antrenamente și scenarii ca parte obișnuită a antrenamentului pentru gestionarea situației în cazul producerii unei avalanșe.
Îngroparea sub zăpadă a unui singur dispozitiv poate implica căutarea folosind una dintre următoarele metode: căutare în grilă, căutare prin inducție și metoda cercului. Aceste metode de căutare sunt adaptate și pentru situatiile în care există mai mult de o victimă îngropată. 
În timpul sau imediat după producerea unei avalanșe, persoanele rămase la suprafață trebuie să încerce să obțină următoarele informații:
- numărul victimelor;
- ultimul punct în care victimele au fost văzute înainte de a dispărea;
- traiectoria înainte de dispariție;

După oprirea avalanșei, toate persoanele din zona trebuie să își treacă aparatul DVA în modul „căutare” pentru a nu bruia semnalul emis de aparatele victimelor. Dar în niciun caz dispozitivele nu trebuie oprite, pentru a nu expune salvatorii dacă se produce o nouă avalanșă.

### Fazele căutării
Căutarea victimelor îngropate sub zăpadă are trei faze principale:
- Apropiere preliminară
- Căutare
- Căutare finală

Aceste faze pot fi puțin diferite în funcție de tipul și capabilitățile aparatului folosit și a numărului de victime și de salvatori.